# Триоле (Маврикий)
Триоле — крупнейшая деревня на Маврикии. Также самая длинная, длиной около 3 миль. Расположена в округе Памплемус. Экономика исторически базируется на культивировании сахарного тростника.